# Заєльник (Бабаєвський район)
Заєльник — присілок в Бабаєвському районі Вологодської області.
Входить до складу Борисовського сільського поселення (з 1 січня 2006 року по 13 квітня 2009 року входила в Плосковське сільське поселення). 
Відстань по автодорозі до районного центру Бабаєво — 92 км, до центру муніципального утворення села Борисово-Судське по прямій — 23 км. Найближчі населені пункти — село Плесо, селище Плесо, с.Плоське. Станом на 2002 рік проживало 12 чоловік.